# Джаліл Мамедкулізаде (фільм, 1966)
Джаліл Мамедкулізаде (фільм, 1966) — Фільм присвячений 100-річному ювілею з дня народження видного представника Азербайджанської літератури, великого демократа Джаліла Мамедкулізаде.

## Зміст
У фільмі кінокадрів, знятих при житті Дж.Мамедкулізаде немає. Але автори на підставі фотокарток, рідкісних документів спробували відобразити життя та творчість письменника, його портрет, думки, погляди на життя, на суспільні та політичні явища того періоду. У кінострічці наряду з Дж.Мамедкулізаде представлені його сучасники Мірза Алекпер Сабір, Абдуррагім бек Хагвердієв, Мамед Сеід Ордубаді, Алі Назмі, Алігулу Гамкусар, Азім Азімзаде та інші молланасреддінці.
Тут також оповідується про життя літератора в Нахічевані, його навчання в медресе, Горійській семінарії, життя в Тифлісі, створення та діяльність журналу «Молла Насреддін», боротьба літератора за чистоту азербайджанської мови.

## В ролях

### Знімальна група
Режисер: Алі Мусаєв
Сценарист: Юсіф Самедогли
Оператор: Сейфулла Бедалов
Музика: Емін Махмудов
Звукооператор: С.Долгіна
Консультант-Професор: Мамед Джафар Джафаров